# ニホンドロソコエビ
ニホンドロソコエビは日本全国の海岸に生息する小型の甲殻類である。文献によりニッポンドロソコエビとの表記もある (平山 1995)。

## 分布
- 日本（北海道[1]～九州）；ロシア（サハリン）。
- カリフォルニア (Chapman & Dorman 1975)，オーストラリア，フランス (Jurde et al. 2013) からも知られるが、いずれも移入個体群とみられる。

## 生態
- 内湾性で、河口干潟や前浜干潟の潮間帯下部から潮下帯上部にかけて普通にみられる。
- 泥底あるいは砂泥底を掘り、筒状の巣を作って棲む。転石下にいることもある。
- 主に懸濁物食者で、剛毛が生えた触角を使うなどして餌を集める。まれに捕食行動をとることが知られており、自分より小さな甲殻類などを食べる。

## 形態
- ユンボソコエビ科は底節板が拡張せず、ドロクダムシ下目において典型的ともいえる体形をしている。
- 全身は褐色を帯び、触角や胸部の各節に濃褐色の帯がある。歩脚は黄白色～半透明。
- 第1,2触角ともに体長の2/3程度で、第１触角は柄部より鞭部が長いが、第2触角は柄部が発達し鞭部は短い。第1触角にはごく小さな副鞭があり、他属との識別点になる。
- 性的ニ形があり、オスの第1咬脚はメスより肥大化し、腕節，前節，指節の3節が関与したハサミ状となる（carpochelate）。特に次のような形態的な特徴が他種との識別に用いられる：基節が前方に向かって弧を描くように拡張して幅広くなる；腕節の上縁が後方に向かって大きく拡張する；腕節の掌縁に3歯を具える。
- 第2咬脚は亜はさみ状となり、ほぼ雌雄差がない。
- 第1,2尾肢は双葉。第3尾肢が単葉となる点で、他属より識別される。
- 尾節板は台形あるいは三角形で、長さと幅は概ね等しい。これは、ヒメドロソコエビ属Paragrandidierellaとの相違点の一つである。
- ドロソコエビ属Grandidierellaは世界に40種以上が知られており、互いによく似ている上、本邦を含めて分布状況の全貌が解明されたとは言えないため、正確な同定には注意が必要である。

## 近縁種
- リンセツドロソコエビ Grandidierella contigua
- シマドロソコエビ Grandidierella fasciata
- ニホンドロソコエビモドキ Grandidierella japonicoides
- アカヒゲドロソコエビ Grandidierella rubroantenata[2]
- チビドロソコエビ Grandidierella nana
- オオサカドロソコエビ Granidierella osakaensis
- ニセオオサカドロソコエビ Grandidierella pseudosakaensis
- サンリクドロソコエビ Grandidierella sanrikuensis

## 関連文献
- “『ガタガール（1）』（小原ヨシツグ）：シリウスKC”.   講談社. 2017年4月30日閲覧。 ISBN 978-4063906516